# 白野夏雲
白野 夏雲（しらの かうん、文政10年閏6月26日〈1827年8月18日〉 - 明治33年〈1900年〉9月8日）は、明治時代の物産研究家、アイヌ語研究家。本名は今泉 耕作（いまいずみ こうさく）。

## 生涯
甲斐国都留郡白野村（現在の山梨県大月市笹子町）の出身。代官の手代の家に生まれたがあまり教育を受けることができず、岩瀬忠震が徽典館の学頭をしていたときにその学僕となって少し書物を読んだ程度という。幕末には江戸に出て、幕府・歩兵の輜重隊の頭と軍事顧問を命ぜられ小川町に駐屯していた。1864年に天狗党の乱が起き、日光の警備を命じられ任地に赴く。1868年に彰義隊が上野に立てこもった時は浅草の蔵を守っていたが、官軍が江戸に入り徳川の残党を追求するに至って、隊を率いて新宿口から甲州へと逃げることができた。
1873年2月に開拓九等出仕に任命され、3月に広尾郡詰を命じられ8月に開拓権大主典に昇進している。北海道には1年半いて物産地質の調査にあたり、この時アイヌ語の研究にも着手したと思われる。東京に戻り1875年に地理寮十一等出仕に任命されて土石調査を行い、1877年には内務六等属に転じ地理局に勤め、同じ年の内国勧業博覧会には委員と審査官を命ぜられている。1879年、鹿児島県知事であった渡辺千秋に抜擢され、勧業課勧業掛に転任。授産場・橋の建設に携わる。この頃、田代安定と知り合い親交を結ぶ。1890年に鹿児島県庁を退職し、東京に移る。ところが、家督を譲って頼りにしていた息子に1893年に死なれてしまい、日光の祠官として生計を立て、まもなく死去する。

## アイヌ語研究
白野夏雲のアイヌ語研究は、次の論文によって知られる。
- 「古代地名考」（学芸志林7巻）
- 「上代地名考」（東京地理学協会報告、明治13年第8巻）
- 「古代地名考」（学芸志林8巻）

白野は大和民族の祖先が天津神であるのに対し、アイヌの祖先は国津神であると考えた。そしてこの国の元々の地名はアイヌがつけたのが多いので、特に北海道の地名を解釈するにはアイヌ語を用いるのが正しいと主張した。今日の地名研究から見ると不十分とはいえ、1880年（明治13年）の段階では卓見とするに足る、と国語学者の亀田次郎は論じた。

## 国家神道との関わり
明治中期に北海道開拓使やその後身である北海道庁で働いたのち、札幌神社（現在の北海道神宮）の宮司を務めた。また、札幌神社に併設されていた皇典講究所の北海道文所の監督官も務めた。

## 著書
- 『蝦夷地名録』（三冊、北海学園大学北駕文庫所蔵、1887年頃）
- 『普通蝦夷語捷径』（1892年12月刊）
- 『かむいの美』（1898年5月刊）
- 『札幌沿革史』（1897年2月刊、編集）
- 『硯材誌』
- 『かごしま案内』（愛々堂、1882年）
- 『七島問答』巻1-8（1884年）
- 『十島図譜』（単美社、1933年）
- 『麑海魚譜』（書肆侃侃房; 復刻版 2006年）：鹿児島県立第一鹿児島中学校再版発行の『麑海魚譜　(再版)』を復刻出版したもの

『麑海魚譜』は明治16(1883)年3月から6月にかけて開催された第一回水産博覧会に出品するために、藩内で捕れた魚介類をまとめた博物誌で、鹿児島県令渡邊千秋の指示により作成された彩色画の和装本上下巻のものであった。当時鹿児島県勧業掛であった白野夏雲が編纂にあたり、鹿児島の絵師木脇啓四郎と二木直喜が絵を描き中村月嶺が銅鐫し鹿児島県勧業課が出版した。
『麑海魚譜　(再版)』は、鹿児島県立第一鹿児島中学校が再版発行。明治44年の再版で魚図はモノクロ、巻末に「麑海魚譜学名表」が添付され田中茂穂による附記がある。
『新編 麑海魚譜』（島津出版会、昭和54）は、原本の344図に加え25図 (原本と同時に作成された銅板刷刊本の記載)を追補し原図のおよそ3分の1に縮小してカラー印刷されたもの。明治44年再版本の学名表のほか阿部宗明、吉田光邦、鹿島晃久らの詳しい解説を加えた労作で定価29,000円の豪華出版であったが、2020年１月現在尚古集成館の売店では5,500円（税込）で販売中。

## 関連文献
- 白野仁『白野夏雲』（北海道出版企画センター、1984年）
- 谷沢尚一「白野夏雲」『北海道大百科事典』（昭和56年、1981）
- 『北海道歴史人物事典』